# Mor Anna i Brink
Anna Katarina Enström, känd som Mor Anna i Brink, född Anna Katarina Larsdotter 19 mars 1835 i Grödinge socken, död 13 februari 1915, var en så kallad klok gumma verksam i Tumba söder om Stockholm i slutet av 1800-talet och början av 1900-talet.
Mor Anna var runtom på Södertörn känd för att kunna bota allehanda sjukdomar, och många sjuka sökte hellre upp henne än en läkare. Hon använde sig av grötar, salvor och dekokter, och ägnade sig även åt stöpning av bly i vatten och att spå i kort. Hon ansågs även vara skicklig på att återfinna stulen egendom och anlitades också för att bota sjuka kor och grisar.

## Bostad
Mor Anna och hennes man Anders Petter Enström (1835–1917) bodde först i Grödinge, men flyttade hösten 1882 till torpet Tumba brink under Hågelby gård, där maken hade en skjutsstation. De bosatte sig senare på småbrukarstället Högbrink i Tumba, i närheten av platsen där Björkhaga skola nu ligger. Gatan Mor Annas väg i närheten av Högbrink är uppkallad efter henne, och en annan gata i närheten heter Högbrinksvägen.